# 盈暉臺

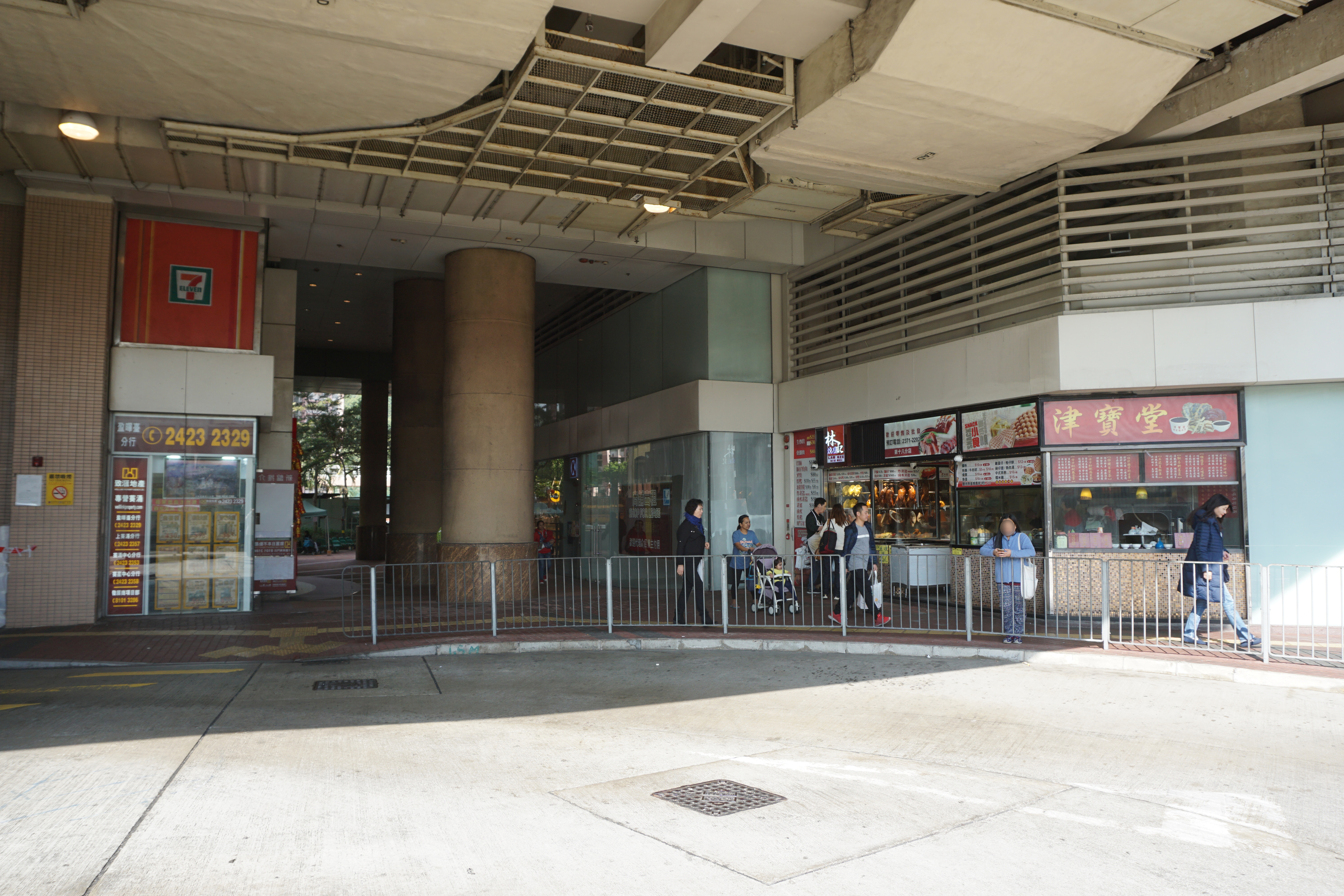
盈暉薈地下地產代理、7-11便利店、OK便利店、燒味／小食及涼茶舖

盈暉臺（英語：Nob Hill）是一個位於香港九龍荔枝角景荔徑8號的私人屋苑，鄰近荔景山路，共有3座樓宇和一座名為盈暉薈的商場。盈暉臺前臨美孚新邨，遠眺荔枝角公園，北面為華荔邨、荔欣苑及九華徑，西面鄰近瑪嘉烈醫院及葵涌醫院。
此屋苑前身為荔園遊樂場向政府租用的「百麗殿舞臺」用地，以及荔枝角巴士總站。因應香港房屋委員會於1990年代決定重新發展荔園為公營房屋，遠東發展於1995年與房委會達成換地協議，通過交出荔園地皮，以換取現址興建盈暉臺；及後，遠東再引進長江實業合作開發此屋苑，並於2002年落成。而巴士總站在重建期間，曾暫遷至中華基督教會基真小學現址用地，直至盈暉臺落成後遷回。

## 盈暉薈商場
第一座的基座設有盈暉薈商場（2011年7月前名為盈暉家居城）包括超級市場、快餐店、補習社、幼稚園等租戶，港鐵特惠站亦設於商場內。
商場原為發展商持有，2003年售予發展商關連的置富產業信託。2015年2月，置富產業信託以6.48億元向Tower Key Limited（為鵬里資產關連公司）出售商場，售價為2003年購入價的2.8倍。2018年，永倫集團以9億港元向鵬里資產購入盈暉薈商場。

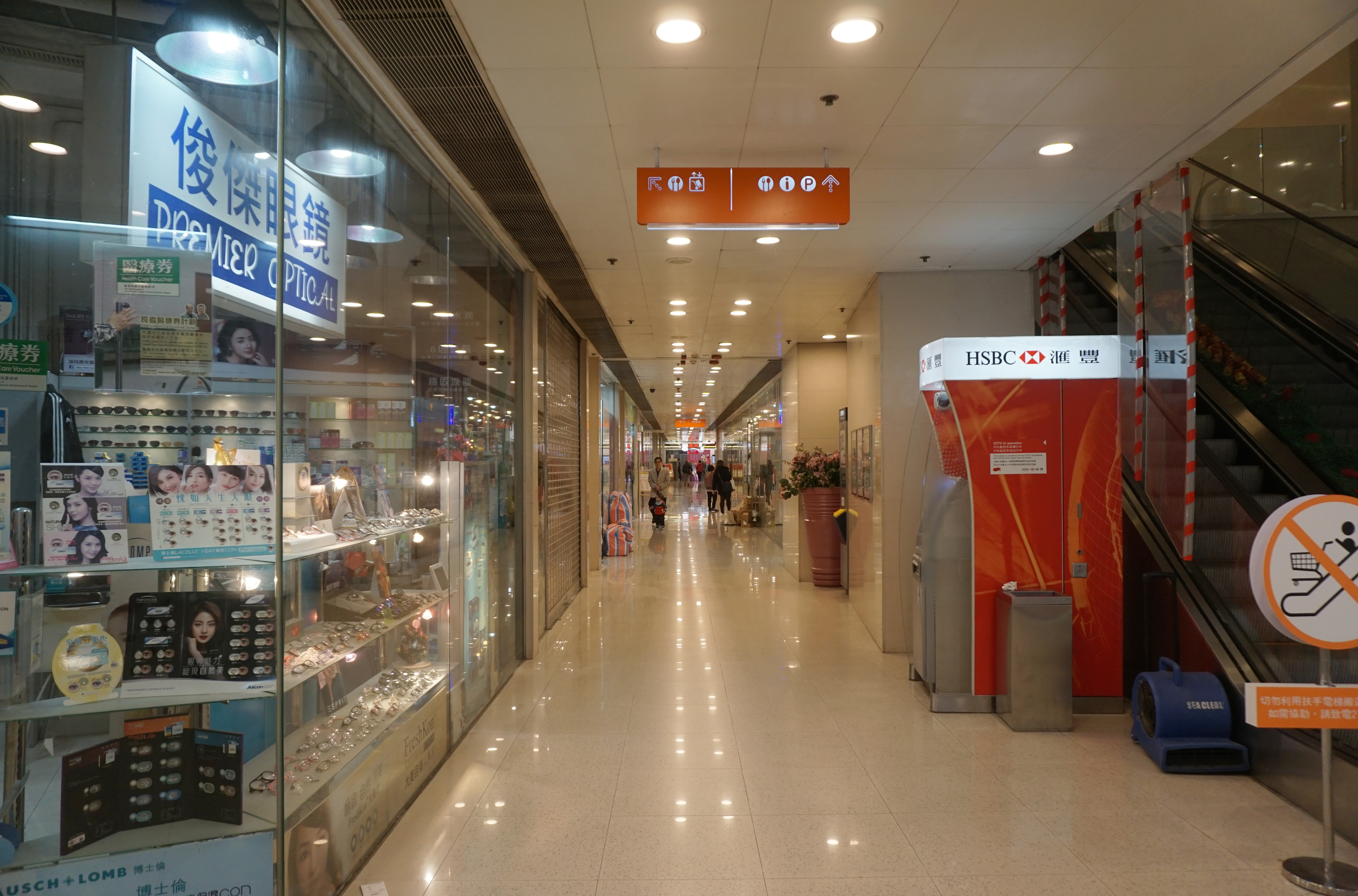
1樓眼鏡店、酒樓、港鐵特惠站及滙豐銀行櫃員機
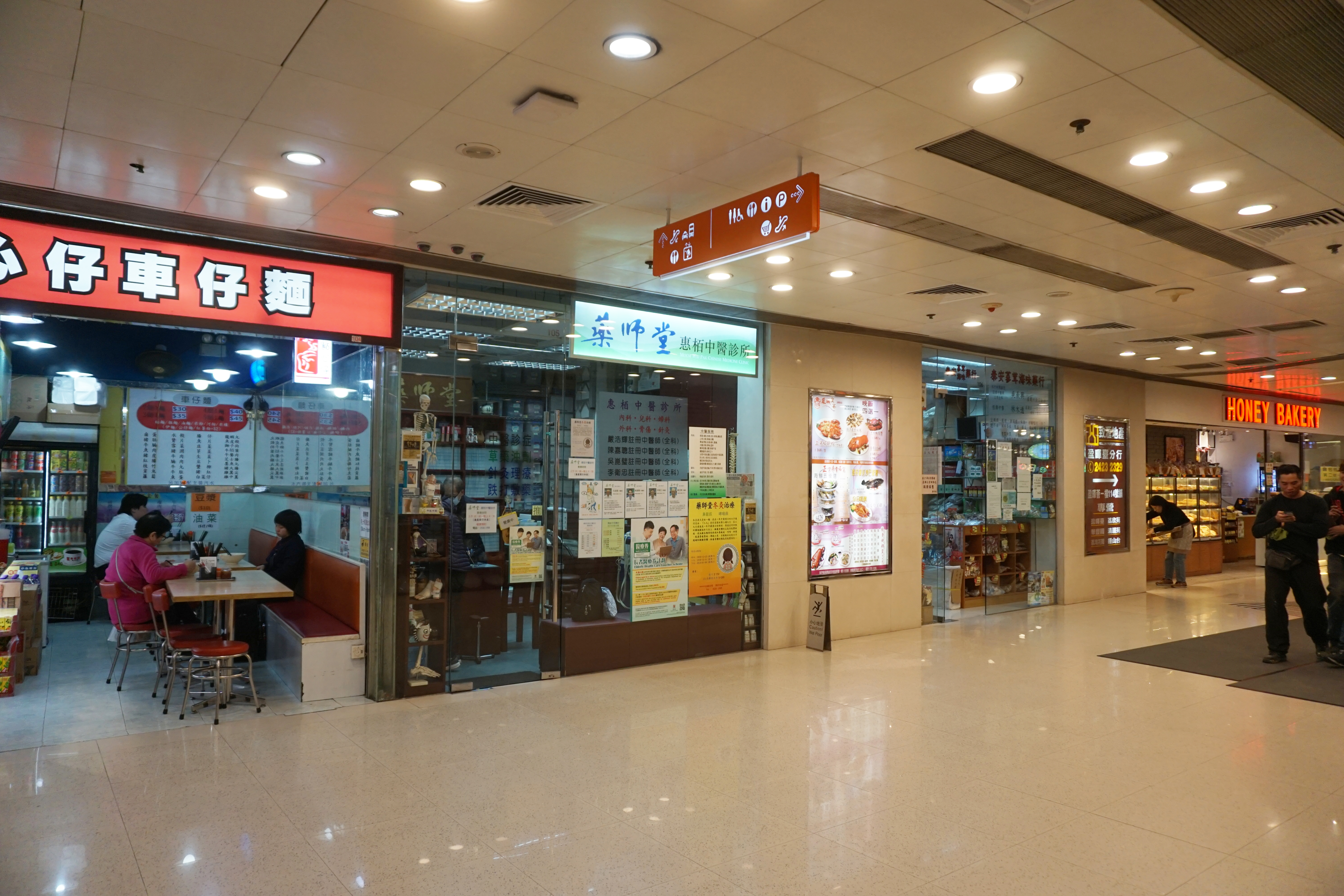
1樓點心仔車仔麵（已結業）、中醫診所、參茸海味舖及麵包店
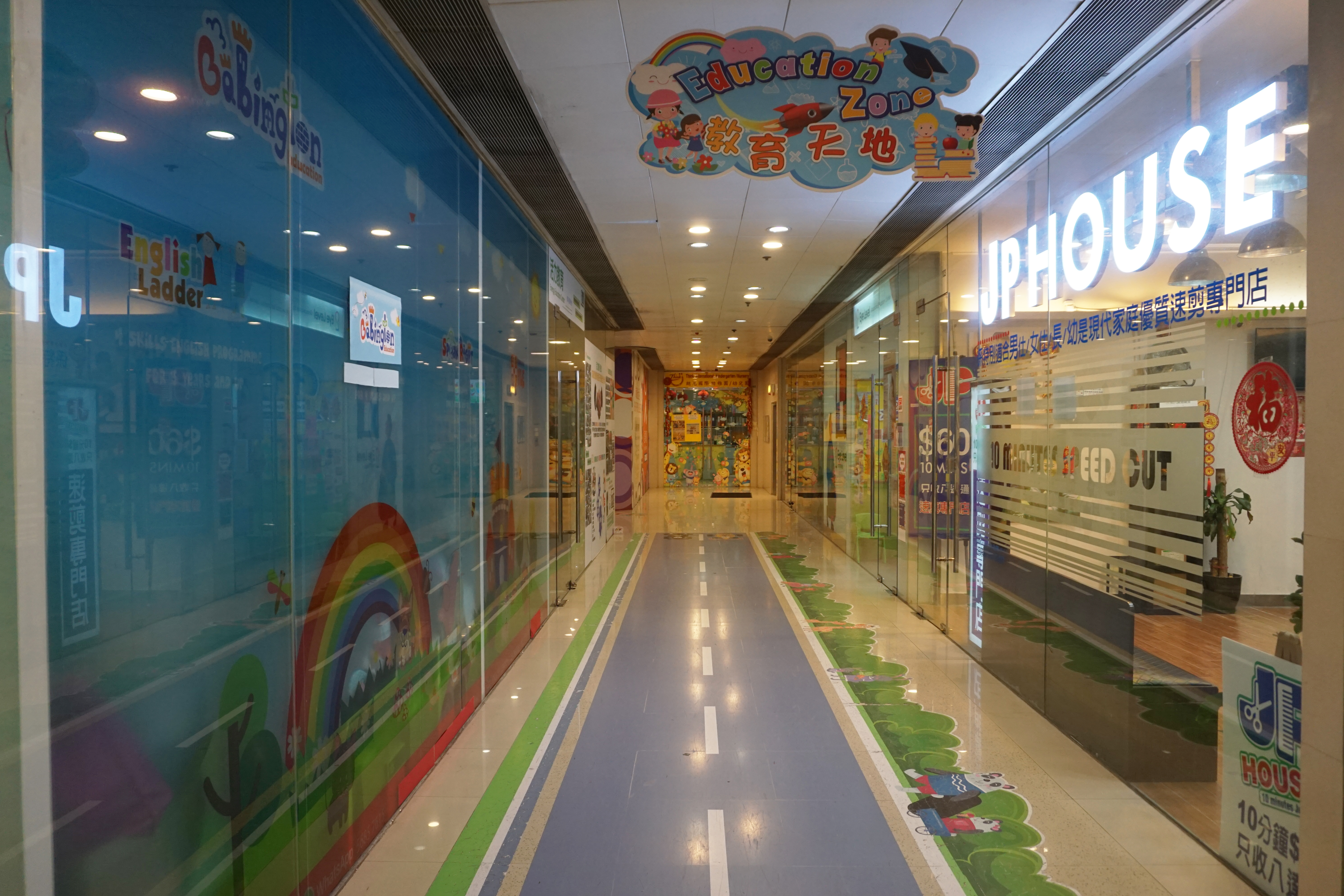
1樓幼稚園及單剪店
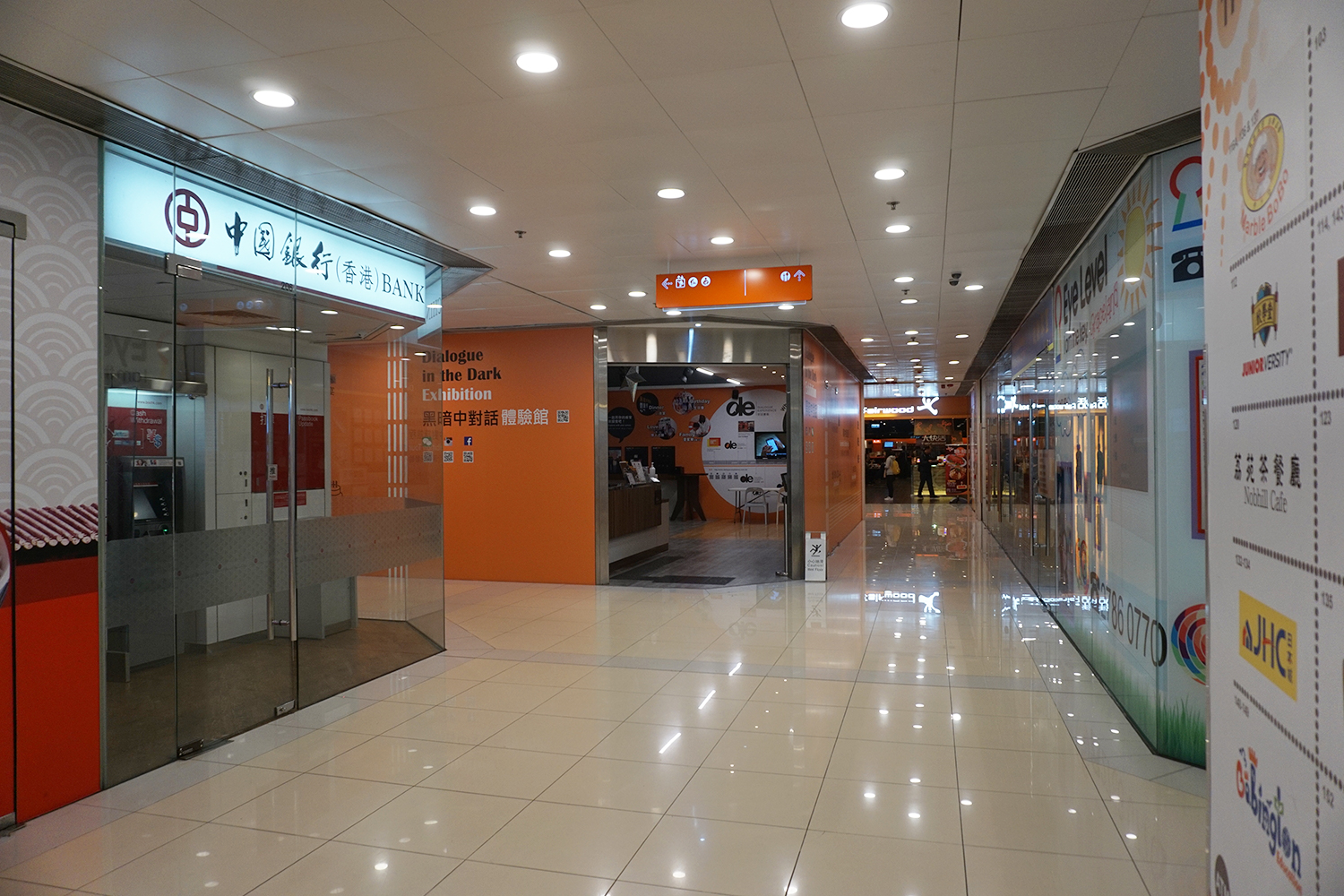
2樓中銀櫃員機、黑暗中對話體驗館及大快活（後兩者已結業）
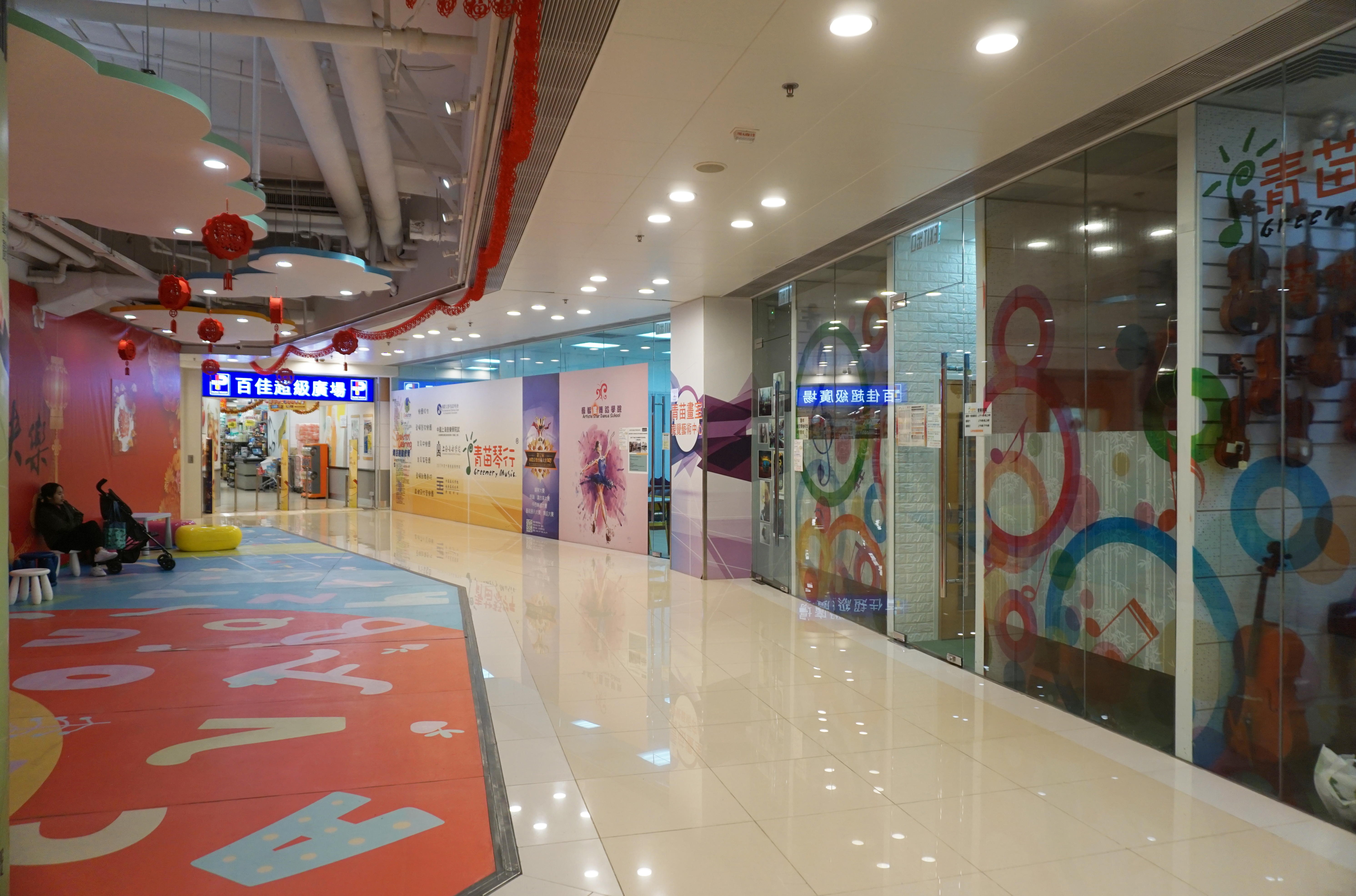
2樓百佳超級廣場、畫室及琴行
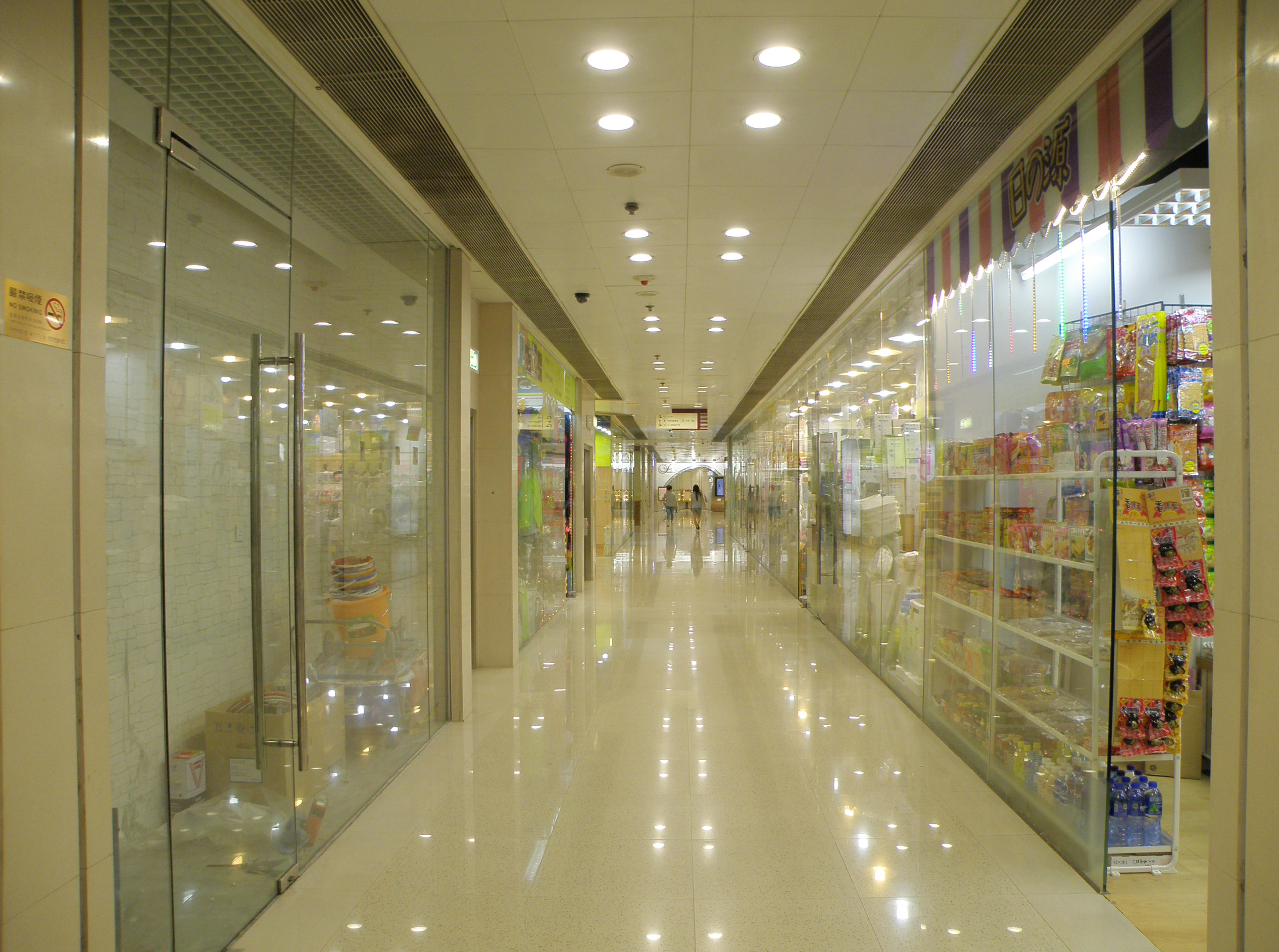
1樓，2015年
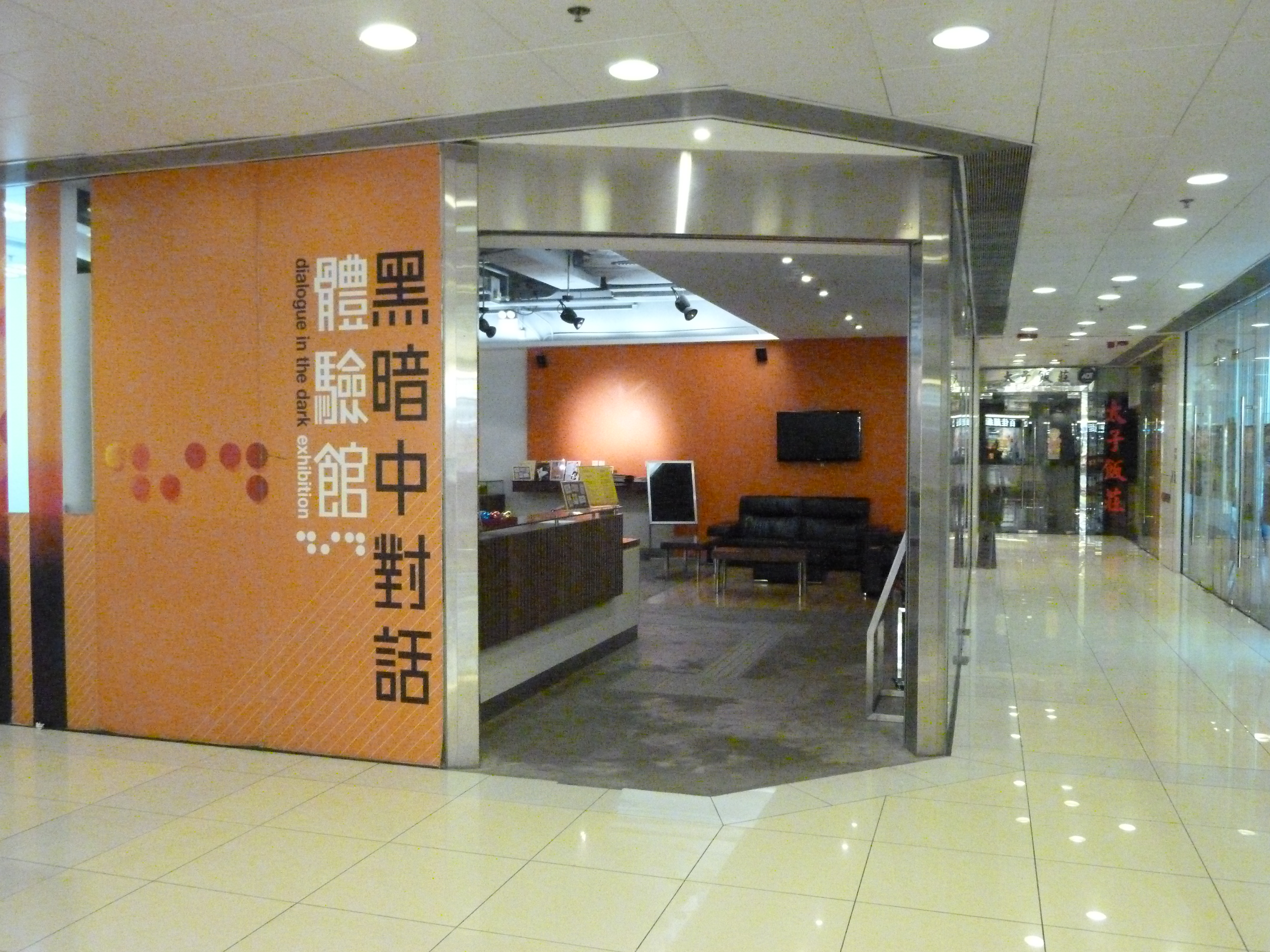
2010年的2樓，當時大快活的前身為「太子飯莊」

## 分區

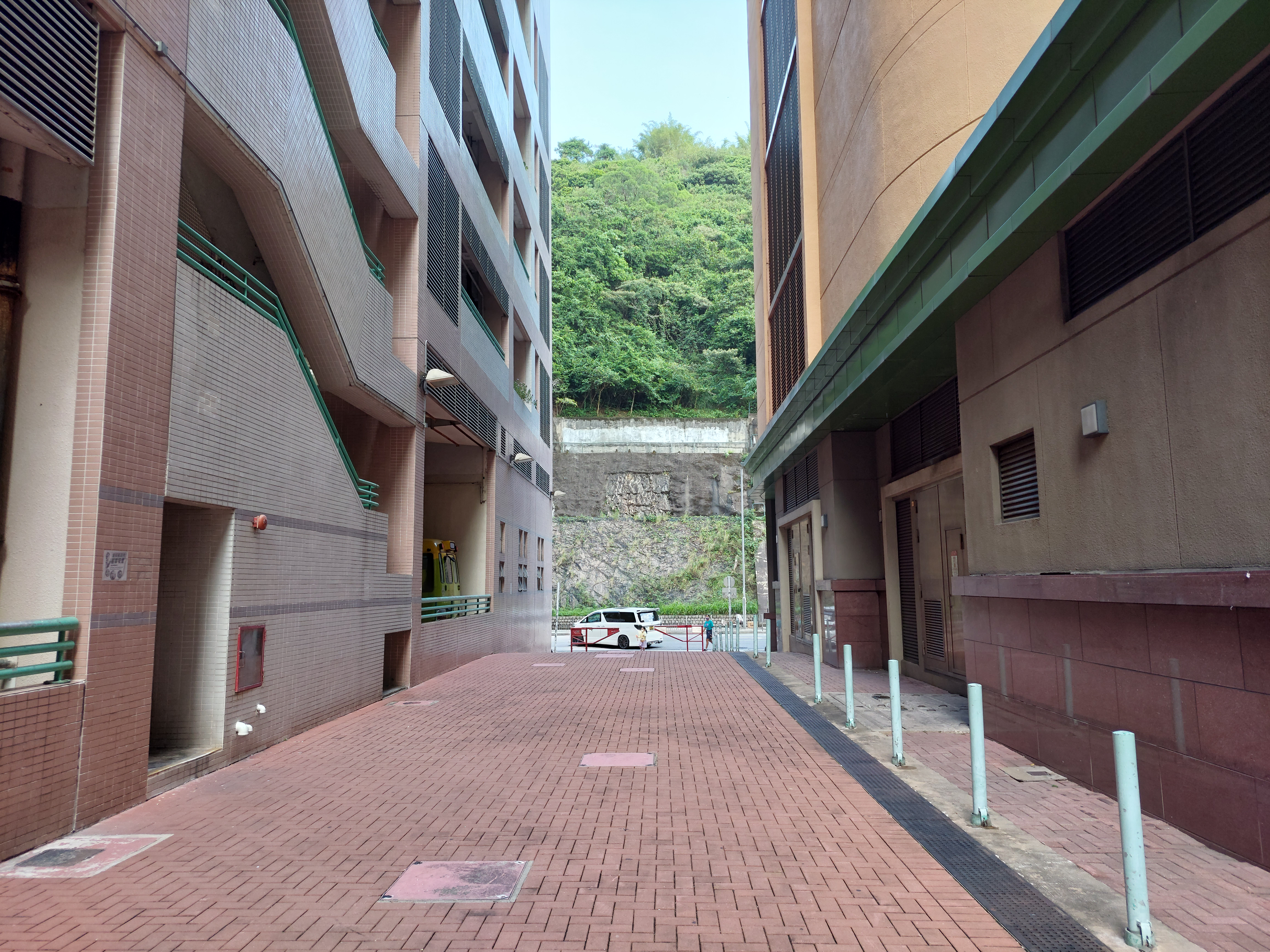
新九龍及新界分界線，位於鐵柱右側的盈暉臺屬於新九龍

根據地政總署資料，盈暉臺所在地段為「葵涌市地段第474號」（KCTL 474）。
由於九龍深水埗區和新界葵青區的分界以荔園以南的一條道路為分界（已隨屋苑興建而消失，並納入屋苑範圍），而盈暉臺位於該道路的兩邊，坐落於葵青區和深水埗區之間，屋苑落成後卻沒有重新劃界，因此依據區議會2007年以前的深水埗區與葵青區分界圖，第2、3座屬於葵青區，第1座以及位於該屋苑地面的荔枝角巴士總站卻屬於深水埗區，成為全港當時唯一一個同時隸屬於2個區議會分區（兼2個立法會選區）的屋苑。雖然2003年地方選區分界已有建議將整個屋苑統一納入同一個選區，唯當局以「此事不屬選管會的管轄範圍」為由而拒絕。最終當局在2007年修訂選區分界，將整個盈暉臺劃入深水埗區。

## 參看
- 荔園
- 荔枝角公園
- 華荔邨、荔欣苑
- 黑暗中對話體驗館
- 荔枝角巴士總站

## 外部連結
- 地政總署預售樓花同意方案 每月報告 （页面存档备份，存于）
- 2003年區議會選舉有關一般事宜的申述 （页面存档备份，存于）
- 民政事務局局長2006年6月《2006年區議會條例（修訂附表1）令》動議決議案 （页面存档备份，存于）
- 2006年第156號法律公告《2006年區議會條例（修訂附表1）令》 （页面存档备份，存于），2006年6月23日刊憲。
- 2015年香港區議會選舉地方選區分界圖 - 深水埗區

22°20′30″N 114°08′15″E / 22.3418°N 114.1375°E